# Cho Kosoku Galvion
Chō Kōsoku Galvion (超攻速ガルビオン Chō Kōsoku Garubion, Lit. Super Alta Velocidad Galvion?) es una serie animada de 22 episodios televisada en Japón en 1984. La serie trata acerca de un par de criminales que utilizan robots transformables para salvar gente inocente, a cambio de que se le rebajen los años de prisión de su sentencia. El programa tuvo bajos niveles de audiencia y el número de episodios planeados se redujo a 22. Un episodio, el número 23, fue realizado parcialmente, sin embargo no se emitió. El episodio número 22 fue un episodio común y corriente, pero este contenía un epílogo de 35 segundos explicando detalles de la serie.

## Historia
La serie gira en torno a "delincuentes" que utilizan robots para salvar a los inocentes a cambio de una reducción de años para su larga condena en la prisión. En el siglo 23 la multimillonaria Rei Midoriyama crea una organización secreta llamada "Circus" para luchar contra un grupo oculto llamado "Shadow" que está apoderándose del mundo. Cuando ella no puede encontrar pilotos calificados para Gladiador Mecánico principal de Circus: el "Galvion", ella hace un trato con dos convictos, Muu y Maya, para liderar la lucha contra la organización Shadow.

### Personajes y reparto
| Personaje      | Actor de voz      |
| -------------- | ----------------- |
| Muu            | Kouichi Hashimoto |
| Maya           | Hirotaka Suzuoki  |
| Rei Midoriyama | Keiko Yokozawa    |
| Inka           | Yukiko Nashiwa    |
| Henry McMillan | Kenyuu Horiuchi   |

### Mecha
- Circus-1 Galvion
  - Circus-1
  - Road Attacker
- Circus-2
- Circus-3 Xector
  - Circus-3
  - Kyoukou Keitai
- Excalibur
  - Road Machine
  - Road Fighter
- Goblin
  - Road Machine
  - Road Fighter
- Road Chaser
- Burst Chaser
- Atomic Chaser
- Rescue Chaser
- MB-α3 Videus
- MB-α4 Ragdoll
- MB-α7 Lias
- MB-α10 Golem
- MB-α11 Vargas
- MB-α12 Brian

## Difusión
Galvion nunca fue emitida fuera de Japón, y nunca ha sido emitida en ningún formato en Japón, ni en VHS, ni en LD ni en DVD. Gracias a este detalle, Galvion es uno de los animes más difíciles de encontrar. En los últimos 20 años, las únicas copias que se han podido encontrar son extracciones televisivas en VHS pero ahora existe en bluray.
Galvion fue uno de los últimos programa producidos por la compañía Kokusai Eigasha antes de su salida definitiva de la industria del anime. La compañía dejó de existir a finales de 1984 debido a problemas financieros.

## Música
Temas de Apertura
- Lonely Chaser por Riyuko Tanaka

Temas de Clausura
- Memory Lullaby por Riyuko Tanaka

Insertos
- ALONE por Shouko Yamagiwa
- BE A HERO por Shouko Yamagiwa

## Trivia
Como dato curioso el argumento del filme "Carrera de la Muerte" (Dead Race) del 2008 con Jason Statham, se asemeja bastante a High Speed GALVION. Se desconoce si Paul W.S. Anderson se basó realmente en la serie para la realización de su filme.